# Rychlik (Trzcianka)
Rychlik (deutsch Karolina, früher Carolina) ist ein Dorf in der Landgemeinde (Gmina) Trzcianka (Schönlanke)  im  Powiat Czarnkowsko-Trzcianecki (Czarnikau-Schönlanker Kreis) in der polnischen Woiwodschaft Großpolen. 

Die Richlichmühle, seit 1905 Teil von Carolina

Eheschließung eines Eigentümers aus Carolina

## Geographische Lage
Das Dorf liegt im Netzedistrikt in Westpreußen, etwa zehn Kilometer südwestlich der Stadt Trzcianka (Schönlanke) sowie etwa 22 Kilometer nordwestlich der Stadt Czarnków (Czarnikau)

## Geschichte
Die ursprünglich Carolina genannte Ortschaft wurde 1852 als eigenständiges Dorf gegründet und war eine der vielen Kolonistensiedlungen im Netzekreis. Sie entstand durch die 1848 vorgenommene Parzellierung des zur Herrschaft Behle, Kreis Czarnikau, gehörigen Forstreviers Stieglitz. Die Siedlung grenzte im Osten an den Königlichen Schönlanker Forst, im Süden an die Feldmark Stieglitz, im Westen an den Filehner Forst und Mittelmühle und im Norden an die Feldmark  Dolfusbruch und Theerofen.
Das Dorf wurde nach der Tochter Carolina des Grundherrn Grafen Moltke, welcher für die Entstehung des Dorfes sorgte, benannt. Um 1852 wurde das erste Schulgebäude errichtet. Neben den Höfen, welche den Ort durch ihre Anordnung zu einem typischen Straßendorf formten, gab es eine Mühle namens Richlichmühle.
Der Ort selbst war großenteils von protestantischen und deutschstämmigen Kolonisten besiedelt. Kirchlich gehörte der Ort anfangs zu Groß Drensen, danach zu Schönlanke, ab Ende des Jahres 1868 zu Stieglitz und zuletzt zum Kirchspiel Theerofen. Im Jahre 1930 wurde eine katholische Kapelle errichtet. Seit Einführung der Standesämter gehörte der Ort zum Standesamt Runau, ab 1882 zum neugegründeten Standesamt Stieglitz.
Carolina selbst gehörte zu einem kleinen Teil der Provinz Posen, welcher auch nach dem Ersten Weltkrieg zum Deutschen Reich gehörte. Von 1816 bis zum Jahre 1920 war Carolina Teil des Kreises Czarnikau. Der Ort wurde 1920 nach Auflösung besagten Kreises in den neugebildeten Netzekreis eingegliedert, welcher zu Provinz Grenzmark Posen-Westpreußen gehörte. Nach Auflösung der Provinz Grenzmark Posen-Westpreußen im Jahre 1938 gehörte Carolina zur Provinz Pommern. 
Im Jahre 1939 gab es insgesamt 119 landwirtschaftliche Betreibe mit jeweils ungefähr fünf Hektar.
Während der Vertreibung der deutschen Bevölkerung durch die polnische Behörden im Jahre 1945 wurden vier Menschen erschossen, worunter sich der Bürgermeister sowie seine Frau befanden. 

## Einwohnerzahlen
- 1885: 923
- 1905: 791
- 1925: 707, darunter 582 Protestanten sowie 111 Katholiken
- 2011: 367

## Verwaltungsgliederung
Rychlik bildet ein Schulzenamt in der Gmina Trzcianka (Stadt- und Landgemeinde Schönlanke) und gehört mit dieser zum Powiat Czarnkowsko-Trzcianecki.